# Liviu Pop (politikus)
Liviu Marian Pop (Felsővisó, 1974. május 10. –) román politikus, a Szociáldemokrata Párt (PSD) Máramaros megyei szenátora, a társadalmi párbeszédért felelős tárca nélküli miniszter (2012, 2014–2015).

## Élete
A kolozsvári Babeș–Bolyai Tudományegyetem matematikai karán végzett 1996-ban, 16 éven át volt matematikatanár. A PSD listáján 2012-ben került be a parlamentbe, ahol a Szenátus munkaügyi, családügyi és szociális szakbizottságának elnöki tisztségét tölti be.
2012-ben, az első Ponta-kormányban az újonnan létrehozott társadalmi párbeszédért felelős tárca nélküli miniszteri tárcát kapta, melyet az év végéig, a kormány első átalakításig megtartott. Miután minisztertársa, Ioan Mang plágiumbotrányba keveredett, rövid időre az oktatási tárca irányítását is átvette. 2014 decemberében, Victor Ponta negyedszerre átalakított kabinetjében ismételten megkapta a társadalmi pártbeszéd tárcát. Alig egy évvel később, 2015. november 4-én a szociáldemokrata Ponta-kormány – a bukaresti Colectiv klubban történt halálos áldozatokat követelő diszkótűz miatt – az utcára vonuló tüntetők nyomására benyújtotta lemondását.